# La Cour des grands (série télévisée)
Pour les articles homonymes, voir La Cour des grands.
La Cour des grands est une série télévisée française en dix-huit épisodes de 52 minutes créée par Didier Cohen et diffusée du 9 avril 2008 au 12 mai 2010 sur France 2.

## Synopsis
Les jours se suivent et ne se ressemblent pas à l'école primaire Louis-Lumière. Passée l'heure de la rentrée, la vie reprend son cours, escarpé, sous le soleil de La Seyne-sur-Mer. Parents inquiets, enfants en difficultés, instituteurs tourmentés, Lisa Rivière, en directrice dévouée, veille sur son entourage. Lorsque la grille de l'école est fermée, c'est sur Lou, sa petite fille de huit ans, que se porte toute son attention. D'autant qu'elle s'est séparée de Jibé, son mari. Ça ne va pas très fort non plus pour Jean-Pierre Volget. Non seulement son fils a été exclu du lycée mais sa femme, accablée par sa rigidité, a décidé de le quitter. À l'école, l'instituteur tente de faire bonne figure, même s'il se montre plus désagréable que jamais avec ses collègues, en particulier l'élégante Lucille Fabre-Valette qu'il semble avoir prise pour cible. Nouvelle venue à l'école, la timide Annabelle Cartier, fraîchement sortie de l'IUFM, fait ses premiers pas balbutiants d'enseignante.

## Distribution
- Olivier Rabourdin : Julien Valette
- Marie Bunel : Lisa Rivière
- Thierry Desroses : Jean-Pierre Volget
- Fabienne Périneau : Lucille Favre-Valette
- Caroline Mouton : Annabelle Cartier
- Valérie Flan : Gisèle Saintonge
- Jean-Claude Adelin : Jibé
- Raphaëlle Masquin de Boisseson : Lou
- Baldo Gueye : Yann Volget
- Lilian Mercier : Samuel
- Salomé Stévenin : Audrey Rivière
- Abdallah Moundy : Abdelatif Kecili
- Léo Pascal : Fabien
- Vincent Pedemonte[1] : Romain
- Laurence Cormerais
- Mermoz Melchior : Félix
- Emin Barama : Mehdi
- Ludivine Manca : Nina
- Keïscy Mette : Alison
- Isabelle Maestrati : Muriel
- Aymerick Gardeur : Arnaud
- Serge Martina : Le juge
- Pierre Cassignard : Bertrand Claverie
- Francesca Faiella : Ariana Reno

## Fiche technique
- Réalisation : Christophe Barraud (saisons 1 & 2), Dominique Ladoge (saison 3)
- Scénario : Didier Cohen & Clélia Cohen
- Production : Escazal Films
- Directrice de casting : Claire-Marie Cuvilly-Givert
- Coach des enfants : Valérie Flan

## Épisodes

### Saison 1 (2008)
1. Fabien
2. Félix
3. Mehdi & Nina
4. Alison
5. Muriel
6. Arnaud

### Saison 2 (2009)
1. Mia
2. Ismaël
3. Enzo et Simon
4. Lucas
5. Marilyn
6. Lou

### Saison 3 (2010)
1. Margot
2. Lorenzo
3. Noé
4. Alice
5. Nino
6. Violeta

## Commentaires
La série devait s'appeler L'École de la vie, mais a été rebaptisée La Cour des grands, car Jean-Luc Delarue détient les droits pour le nom initial, et il n'a pas voulu le céder (bien que travaillant pour la même chaîne).
La saison 3 a été diffusée au printemps 2010. On sait déjà que Marie Bunel, la directrice, ne sera plus de la partie et que le personnage de Thierry Desroses va monter en grade et la remplacer. Après quelques hésitations de France 2 sur le format, cette troisième saison a été diffusée en six épisodes de 52 minutes.
Lors du Festival Scénaristes en Séries en octobre 2009 à Aix-les-Bains, Didier Cohen, le créateur de la série, a confirmé qu'il n'y aura pas de saison 4, la nouvelle direction de la fiction de la chaîne ayant décidé d'arrêter la série malgré des audiences honorables pour cette case horaire (rappelons que les deux premières saisons avaient pour concurrent direct Docteur House sur TF1).
La série est analysée par Vincent Colonna dans son ouvrage « l'Art des séries télévisées ». Il y critique la construction scénaristique qui en fait une série sur le monde des enfants sans personnages d'enfants récurrents. Excepté un personnage (Lou, fille de la directrice), tous les enfants n'apparaissent que sur un épisode.